# ستيفن راسيل
ستيفن راسيل (13 مارس 1945 في المملكة المتحدة - ) (بالإنجليزية: Stephen Russell)‏ هو لاعب كريكت بريطاني. لعب مع نادي مقاطعة سري للكريكت ‏ ونادي جامعة كامبريدج للكريكيت ‏.

## وصلات خارجية
- ستيفن راسيل على موقع إي آس بي آن كريك إنفو (الإنجليزية)